# Мельник (Нижньосілезьке воєводство)
Мельник (пол. Mielnik, нім. Melling) — село в Польщі, у гміні Бистшиця-Клодзька Клодзького повіту Нижньосілезького воєводства.
Населення — 101 особа (2011).
У 1975-1998 роках село належало до Валбжиського воєводства.

## Демографія
Демографічна структура станом на 31 березня 2011 року:
|          | Загалом | Допрацездатний вік | Працездатний вік | Постпрацездатний вік |
| -------- | ------- | ------------------ | ---------------- | -------------------- |
| Чоловіки | 45      | 8                  | 35               | 2                    |
| Жінки    | 56      | 11                 | 34               | 11                   |
| Разом    | 101     | 19                 | 69               | 13                   |